# Russell (Kentucky)
Russell is een plaats (city) in de Amerikaanse staat Kentucky, en valt bestuurlijk gezien onder Greenup County.

## Demografie
Bij de volkstelling in 2000 werd het aantal inwoners vastgesteld op 3645.
In 2006 is het aantal inwoners door het United States Census Bureau geschat op 3604, een daling van 41 (-1,1%).

## Geografie
Volgens het United States Census Bureau beslaat de plaats een oppervlakte van
10,4 km², geheel bestaande uit land.

## Plaatsen in de nabije omgeving
De onderstaande figuur toont nabijgelegen plaatsen in een straal van 4 km rond Russell.